# دانيال كيلر
دانيال كيلر (بالإنجليزية: Daniel Keller)‏ (7 فبراير 1992 بكارمل في الولايات المتحدة - ) هو لاعب كرة قدم أمريكي في مركز الدفاع. لعب مع إندي إليفن وChicago Fire U-23 ‏.

## وصلات خارجية
- دانيال كيلر على موقع قاعدة بيانات كرة القدم.إي يو (الإنجليزية)
- دانيال كيلر على موقع قاعدة بيانات كرة القدم.إي يو (الإنجليزية)